# Euanisous mirabilis
Euanisous mirabilis är en insektsart som först beskrevs av Heinrich Hugo Karny 1923.  Euanisous mirabilis ingår i släktet Euanisous och familjen vårtbitare. Inga underarter finns listade i Catalogue of Life.